# Salvatore Ganacci
Salvatore Ganacci, pseudonimo di Emir Kobilić (29 luglio 1986), è un disc jockey e produttore discografico bosniaco con cittadinanza svedese.

## Biografia
Nato in Bosnia Erzegovina nel 1986, si trasferisce in Svezia, esattamente ad Örnsköldsvik, per intraprendere la carriera musicale. Attualmente vive a Stoccolma ed ha acquisito la cittadinanza svedese.
In un'intervista ha dichiarato che il suo nome d'arte è un nome di fantasia attribuitogli dagli amici con cui giocava a calcio a causa del suo stile di gioco e dei capelli lunghi, all'epoca in voga tra molti dei calciatori italiani: da quel momento è divenuto il suo soprannome.

## Carriera
Dopo essersi trasferito nel 2010 a Örnsköldsvik, in Svezia, per studiare al Musikmakarna, inizia a lavorare come produttore. Nel 2013, con lo pseudonimo "Youthman", pubblica il suo primo singolo Zlatan (dal nome del calciatore Zlatan Ibrahimović) assieme a Sanjin. L'anno seguente pubblica il singolo Fresh con Jillionaire, attuale membro dei Major Lazer, ottenendo un notevole successo. Nel 2015 ottiene un contratto con Refune Music, etichetta discografica del disc jockey italo-svedese Sebastian Ingrosso, sotto la quale pubblica tre singoli: FLAGS! (assieme allo stesso Ingrosso), Talk e Ride It. Nello stesso periodo pubblica anche il singolo Nah Tell Dem assieme ai Major Lazer, tuttavia non riesce mai a sfondare definitivamente.
Il successo, invece, arriva nel 2018: oltre al singolo Jook It, realizzato con Tujamo e Richie Loop e pubblicato tramite Spinnin Records, una delle etichette discografiche più influenti della scena musicale mondiale, Ganacci si esibisce al Tomorrowland ed all’Ultra Music Festival, rendendosi protagonista di bizzarre e particolari performance, assicurandosi notevole notorietà.
Il 17 aprile 2019, tramite OWSLA, pubblica il singolo Horse, hit che, anche grazie al particolare e controverso video ufficiale disponibile su YouTube, ha raggiunto in pochi giorni circa 10 milioni di visualizzazioni, vincendo anche diversi riconoscimenti al Berlin Music Video Awards e al Grammis. Nello stesso anno, dapprima viene messo al 108º posto nella classifica DJ Mag del 2019, invece successivamente si esibisce nuovamente al Tomorrowland, invitando al suo set il rapper estone Tommy Cash, con il quale nei primi mesi del 2020 pubblica il singolo Heartbass, affiancato dal suo primo extended play Boycycle.
Nel 2021 collabora nuovamente con il regista Vedran Rupic (già autore del video musicale di Horse) per la realizzazione del videoclip del nuovo singolo Step-Grandma, grazie al quale vince un premio agli UK Music Video Awards.
Il 27 ottobre 2022 pubblica il singolo Take Me To America, seguito dal suo  album di debutto Culturally Appropriate.
Il 3 aprile 2025 viene annunciato come personaggio giocabile in Fatal Fury: City of the Wolves.

## Discografia

### Album in studio
- 2022 - Culturally Appropriate

### Singoli
- 2012 –The City Is Mine (con Garmiani)
- 2014 – Fresh (con Jillionaire feat. Sanjin)
- 2015 – Can’t Hold Us Down (con Axwell Ʌ Ingrosso feat. Pusha T & Silvan Imam)
- 2015 – Money In My Mattress (feat. Trinidad James)
- 2015 –  Money
- 2016 – Flags! (con Sebastian Ingrosso & Liohn)
- 2016 – Nah Tell Dem (con Major Lazer feat. Sanjin)
- 2016 – Dive (feat. Enya & Alex Aris)
- 2017 –  Talk
- 2017 – Ride It (con Sebastian Ingrosso feat. Bunji Garlin) [REFUNE]
- 2017 – XL (con Bro Safari & Dillon Francis)
- 2017 – Way Back Home (feat. Sam Grey)
- 2017 – Imagine
- 2018 – Motorspeed 300 km/h (feat. Sanjin)
- 2018 – Kill A Soundboy (feat. Nailah Blackman)
- 2018 – Jook It (con Tujamo feat. Richie Loop)
- 2019 – Cake (con Megatone)
- 2019 – Horse
- 2019 – Wasabi (Area 25) (con Party Favor)
- 2020 – Boycycle (feat. Sébastien Tellier)
- 2020 – Heartbass (feat. Tommy Cash)
- 2021 – Step-Grandma
- 2021 – Fight Dirty
- 2022 – Take Me To America
- 2024 – Ass & Titties (con Tommy Cash)

## Riconoscimenti
- Berlin Music Video Awards
  - 2020 - Best Music Video per Horse[26]
  - 2020 - Best Concept per Horse[26]
  - 2020 - Candidatura al Best Narrative per Boycycle[26]